# Deuxième circonscription de Vervins (1875-1885)
Pour les articles homonymes, voir Deuxième circonscription de Vervins.
La deuxième circonscription de Vervins est une ancienne circonscription législative de l'Aisne sous la Troisième République de 1875 à 1885.

## Description géographique et démographique
La 2e circonscription de Vervins regroupe la partie ouest de l'arrondissement de Vervins dont Guise, Le Nouvion, Sains-Richaumont et Wassigny. Elle était l'une des 8 circonscriptions législatives du département de l'Aisne.
Elle regroupait les divisions administratives suivantes : le canton de Guise, le canton du Nouvion, le canton de Sains-Richaumont et le canton de Wassigny.
La 16 juin 1885 supprime la circonscription avec la disparition du scrutin uninominal à deux tours par arrondissement pour l'introduction du scrutin de liste à deux tours dans le cadre du département.
Après l'introduction de ce nouveau système pour les élections législatives de 1885, celui-ci disparaît pour élections suivantes de 1889 avec le rétablissement du scrutin uninominal à deux tours. La circonscription est recrée dans les mêmes limites par la loi du 13 février 1889.

## Historique des députations
| Législature      | Début           | Fin             | Député         | Parti / Idéologie | Parti / Idéologie | Observation                             |
| ---------------- | --------------- | --------------- | -------------- | ----------------- | ----------------- | --------------------------------------- |
| Ire législature  | 8 mars 1876     | 25 juin 1877    | Edmond Turquet |                   | Républicain       | Conseiller général de Sains (1871-1886) |
| IIe législature  | 7 novembre 1877 | 27 octobre 1881 | Edmond Turquet |                   | Républicain       | Conseiller général de Sains (1871-1886) |
| IIIe législature | 28 octobre 1881 | 9 novembre 1885 | Edmond Turquet |                   | Républicain       | Conseiller général de Sains (1871-1886) |

## Historique des résultats

### Élections de 1876
Les élections législatives françaises de 1876 ont eu lieu le 20 février et le 5 mars 1876.
|                | Edmond Turquet* | Gauche républicaine | 8 115  | 78,09  |  |  |
|                | M. Lenain       | Monarchiste         | 2 277  | 21,91  |  |  |
|                |                 |                     |        |        |  |  |
| Inscrits       | Inscrits        | Inscrits            | 16 084 | 100,00 |  |  |
| Abstentions    | Abstentions     | Abstentions         | 4 623  | 28,74  |  |  |
| Votants        | Votants         | Votants             | 11 461 | 71,26  |  |  |
| Blancs et nuls | Blancs et nuls  | Blancs et nuls      | 1 069  | 9,33   |  |  |
| Exprimés       | Exprimés        | Exprimés            | 10 468 | 90,67  |  |  |

### Élections de 1877
Les élections législatives françaises de 1877 ont eu lieu le 14 et 28 octobre 1877.
|                  | Edmond Turquet* | Gauche républicaine | 8 808  | 69,61  |  |  |
|                  | M. Lenain       | Monarchiste         | 3 770  | 29,79  |  |  |
|                  | Curé Dupont     | Divers              | 76     | 0,60   |  |  |
|                  |                 |                     |        |        |  |  |
| Inscrits         | Inscrits        | Inscrits            | 16 120 | 100,00 |  |  |
| Abstentions      | Abstentions     | Abstentions         | 3 064  | 19,01  |  |  |
| Votants          | Votants         | Votants             | 13 056 | 80,99  |  |  |
| Blancs et nuls   | Blancs et nuls  | Blancs et nuls      | 402    | 3,08   |  |  |
| Exprimés         | Exprimés        | Exprimés            | 12 654 | 96,92  |  |  |
| * député sortant |                 |                     |        |        |  |  |

### Élections de 1881
Les élections législatives françaises de 1881 ont eu lieu les 21 août et 4 septembre 1881.
|                  | Edmond Turquet* | Gauche républicaine | 8 031  | 72,86  |  |  |
|                  | M. Lenain       | Monarchiste         | 2 991  | 27,14  |  |  |
|                  |                 |                     |        |        |  |  |
| Inscrits         | Inscrits        | Inscrits            | 16 216 | 100,00 |  |  |
| Abstentions      | Abstentions     | Abstentions         | 4 786  | 29,51  |  |  |
| Votants          | Votants         | Votants             | 11 430 | 70,49  |  |  |
| Blancs et nuls   | Blancs et nuls  | Blancs et nuls      | 408    | 3,57   |  |  |
| Exprimés         | Exprimés        | Exprimés            | 11 022 | 96,43  |  |  |
| * député sortant |                 |                     |        |        |  |  |